# Marinus Bron
Marinus Bron (Gouderak, 27 april 1831 - aldaar, 1 april 1890) was een Nederlands burgemeester. 

## Leven en werk
Bron werd in 1831 in Gouderak geboren als zoon van de plaatselijke predikant Hendrik Bron en Johanna Lehman de Lehnsfeld. Hij studeerde rechten aan de Leidse Hogeschool en werd in 1863 benoemd tot burgemeester van Gouderak. Vanaf 1867 was hij eveneens burgemeester van de belendende gemeente Berkenwoude. Bron voerde beide ambten uit tot zijn dood. Op het kerkhof van de Nederlands Hervormde Kerk in Gouderak is een klein monument opgericht ter nagedachtenis aan hem, en aan zijn vader, dominee Hendrik Bron. Hij werd onder meer herinnerd door een toespraak die hij eens hield tegen burgers van Gouderak en het aan de overzijde van de Hollandse IJssel gelegen Moordrecht, die hij aanving met "geachte Moordenaars en Gouden Rakkers". 